# Resolutie 153 Veiligheidsraad Verenigde Naties
Resolutie 153 van de Veiligheidsraad van de Verenigde Naties werd op 23 augustus 1960 unaniem aangenomen. Het was de
zevende van acht resoluties op die dag. De Veiligheidsraad beval Gabon aan voor VN-lidmaatschap.

## Inhoud
De Veiligheidsraad had de aanvraag van de Republiek Gabon voor VN-lidmaatschap bestudeerd, en beval de Algemene Vergadering aan om Gabon het lidmaatschap van de VN te verlenen.

## Verwante resoluties
- Resolutie 151 Veiligheidsraad Verenigde Naties (Tsjaad)
- Resolutie 152 Veiligheidsraad Verenigde Naties (Congo)
- Resolutie 154 Veiligheidsraad Verenigde Naties (Centraal-Afrikaanse Republiek)
- Resolutie 155 Veiligheidsraad Verenigde Naties (Cyprus)

Lijst ·  133 ·  134 ·  135 ·  136 ·  137 ·  138 ·  139 ·  140 ·  141 ·  142 ·  143 ·  144 ·  145 ·  146 ·  147 ·  148 ·  149 ·  150 ·  151 ·  152 ·  153 ·  154 ·  155 ·  156 ·  157 ·  158 ·  159 ·  160